# Yan Bartelemí
Yan Barthelemy Varela (L'Avana, 5 marzo 1980) è un pugile cubano.

## Palmarès

### Olimpiadi
- 1 medaglia:
  - 1 oro (Atene 2004 nei pesi mosca leggeri)

### Mondiali dilettanti
- 1 medaglia:
  - 1 oro (Belfast 2001 nei pesi mosca leggeri)

### Giochi panamericani
- 1 medaglia:
  - 1 oro (Santo Domingo 2003 nei pesi mosca leggeri)

### Giochi centramericani e caraibici
- 1 medaglia:
  - 1 bronzo (Cartagena 2006 nei pesi mosca leggeri)